# Мартін Андре Розанофф
Мартін Андре Розанофф (28 грудня 1874 — 30 липня 1951) — російсько-американський хімік. Народився у Миколаєві. Він здобував освіту в Миколаєві в класичній гімназії цього міста, в Берліні та Парижі. Пізніше він навчався в Нью-Йоркському університеті в США. Він був на різних посадах у Нью-Йорку та в Пітсбурзі, штат Пенсільванія, в Інституті Меллона, де був обраний першим керівником новоствореної кафедри досліджень чистої хімії Вілларда Гіббса.
Разом з Германом Фішером він розробив те, що називають конвенцією Фішера — Розаноффа, або просто конвенцією Розанова, яка визначала, який енантіомер гліцеральдегіду є D-формою.